# Olszynki Park
Olszynki Park – kompleks budynków w Rzeszowie w skład którego wchodzą dwa wieżowce. „Wieżowiec W” ma wysokość 220,67 m i jest trzecim pod względem wysokości budynkiem w kraju, a zarazem najwyższym budynkiem mieszkalnym w Polsce. „Wieżowiec N” ma wysokość 78 m. Kompleks znajduje się u zbiegu ulic Kilara i Szopena, w pobliżu Filharmonii Podkarpackiej.

## Opis
Zespół budynków położony jest na południowym obrzeżu Śródmieścia w centrum Rzeszowa. W nawiązaniu do bliskiego sąsiedztwa rzeki (Wisłok) forma architektoniczna obiektu przypomina dwumasztową łódź. Wieże mają kształt prostopadłościanu z wkomponowanymi bryłami przeciwstawnych łuków.
Inwestycja realizowana jest przez firmę Apklan i obejmuje: „Wieżowiec W” (wyższy), „Wieżowiec N” (niższy), oraz budynki komercyjne „U” i „U1”. Koszt inwestycji szacowany jest na około 150 milionów złotych.

## Historia
Budowa rozpoczęła się na początku 2020 roku. Pierwotnie wyższy wieżowiec miał mieć 36 pięter, jednak ostatecznie liczy ich 41. Niższa wieża ma 18 pięter. Obiekt powstał na terenie zalewowym, przez co konstrukcja musiała zostać zabezpieczona przed zalaniem.